# Mousson nord-américaine
La Mousson nord-américaine ou Mousson d'Amérique du Nord est un type de mousson qui a lieu au sud-ouest des États-Unis et au nord-ouest du Mexique. Dans ces pays, elle porte également les noms de « Mousson mexicaine », de « Mousson de l'Arizona » ou bien encore « Mousson du sud-ouest des États-Unis ».
Elle correspond à un accroissement des précipitations entre le mois de juin (très sec) et les mois de juillet/août plus humides. Le temps redevient en général plus sec à partir de la mi-septembre dans ces régions. Ces précipitations, sous forme d'averses et orages violents non continues, touchent de grandes zones du sud-ouest des États-Unis et du nord-ouest du Mexique.

## Description

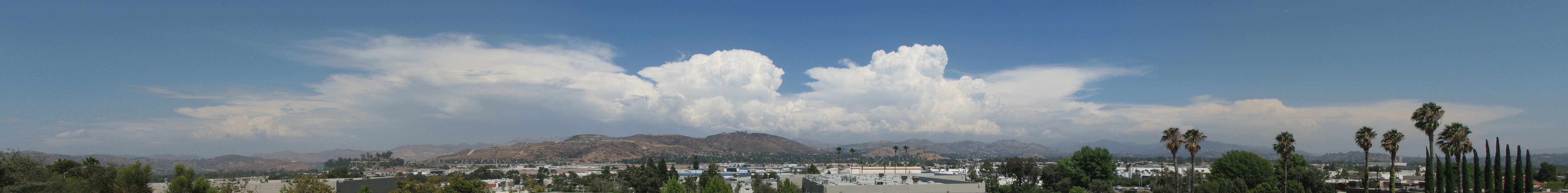
Ciel se couvrant lors d'une mousson en Amérique du Nord, région d'El Cajon, Californie.

La circulation atmosphérique typique de la mousson nord-américaine se développe habituellement à la fin mai ou début juin sur le sud du Mexique. Entre le milieu et la fin de l'été, les orages augmentent sur la région centrale du sud-ouest des États-Unis et du nord-ouest du Mexique, y compris les États de l'Arizona, du Nouveau-Mexique, du Texas, du Sonora, du Chihuahua, du Sinaloa et de Durango. La mousson arrive généralement à la mi ou fin juin sur le nord-ouest du Mexique et début de juillet aux États-Unis.
Les précipitations varient considérablement en fonction de divers facteurs durant la mousson. Il y a des périodes habituellement distinctes de fortes pluies entrecoupées de périodes avec peu ou pas de pluie. Les quantités reçues représentent cependant une partie importante des valeurs annuelles sur le nord-ouest du Mexique et le sud-ouest des États-Unis. Comme le sud-ouest des États-Unis est à la frange nord de la mousson, les précipitations y sont moindres et plus intermittentes. Les zones à l'ouest du cœur de la région de mousson, la Californie et la Baja California, reçoivent en général seulement des précipitations occasionnelles liées à la mousson. La mousson pousse aussi loin à l'ouest que les Peninsular Ranges et les Transverse Ranges du sud de la Californie, mais atteignent rarement la bande côtière où l'eau froide stabilise l'air. Comme le montre le panorama ci-dessus, un mur d'orages à seulement une demi-heure de route de la côte peut ne jamais l'affecter.

## Causes

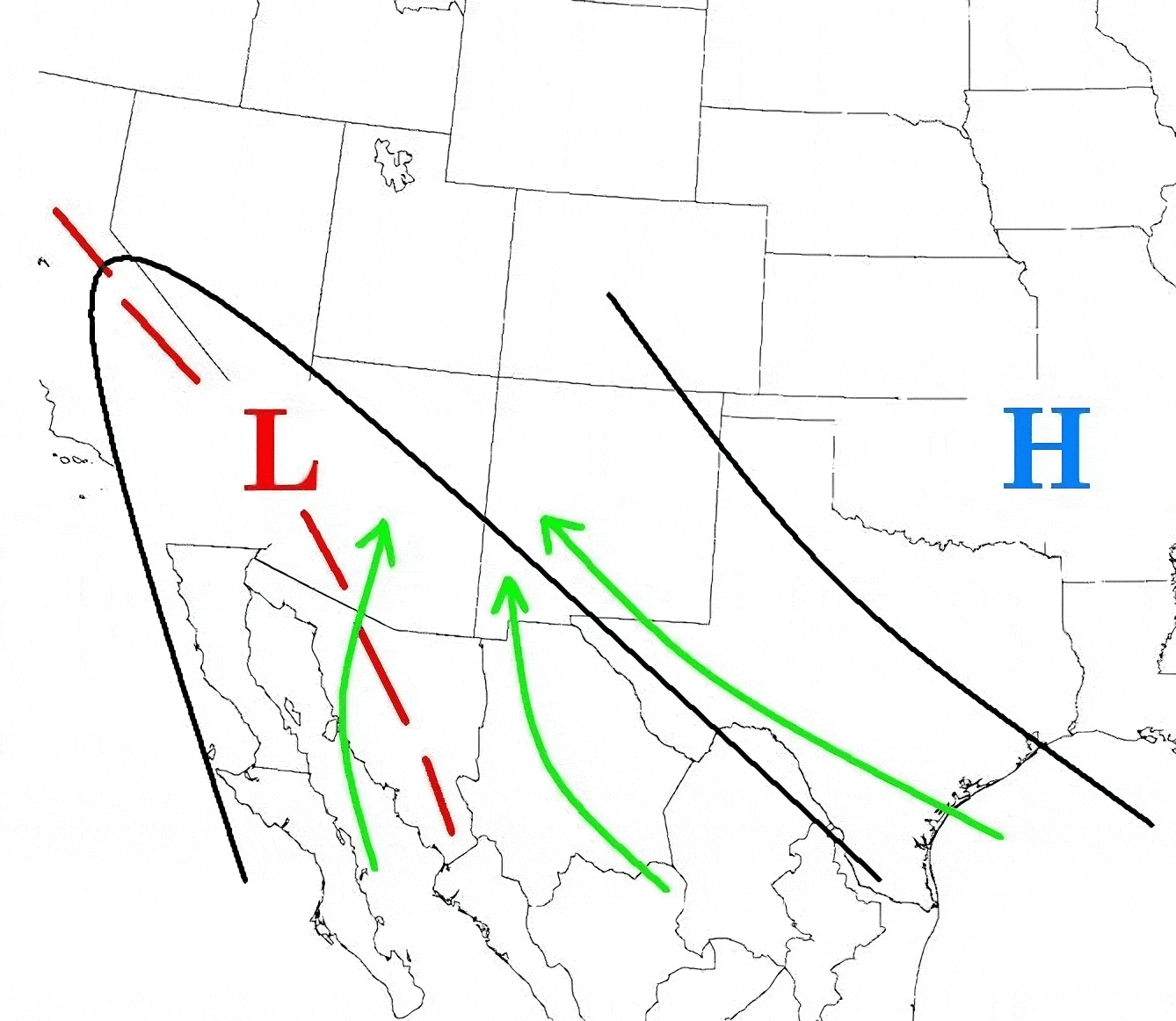
Carte du temps durant une période de Mousson.

La mousson est associée aux interactions entre une large zone de haute pression, appelé l'anticyclone des Bermudes, qui se déplace vers le nord dans l'Atlantique durant l'été, et à une dépression thermique se formant sur les hauts plateaux de la région des hauts plateaux mexicains et américains. La circulation d'air autour de l'anticyclone passe au-dessus du golfe du Mexique et capte une forte humidité. Elle remonte ensuite depuis la côte du Texas et du nord-est du Mexique vers l'intérieur des terres, aidée par les vents du sud-est autour de la dépression thermique. 
Une circulation secondaire provient également du golfe de Californie, au sud de la dépression thermique, et apporte de l'humidité de l'océan Pacifique. Celle-ci est particulièrement importante quand les restes d'un cyclone tropical affecte le golfe. Finalement, un apport supplémentaire provient de l'évaporation de précipitations tombées sur l'extrémité occidentale des deux pays. 
L'air humide rencontrant l'air chaud des régions désertiques se trouve à être soulevé et forme des nuages convectifs. Une fois la mousson en cours, les chaînes de montagnes, y compris la Sierra Madre occidentale et la chaîne des Mogollons, fournissent un mécanisme supplémentaire de focalisation pour le développement quotidien d'orages. Ainsi une grande partie de la pluviométrie de la mousson se produit en terrain montagneux. Par exemple, les pluies de mousson dans la Sierra Madre occidental varie généralement de 250 à 375 mm.
La mousson nord-américaine n'est pas aussi forte et persistante que la mousson mieux connue présente en Asie. La raison principale provient du fait que les plateaux de la région (plateau mexicain, Plateau du Colorado, etc.) ne sont pas aussi élevés que le plateau du Tibet en Asie. L'activité de la mousson est parfois accrue lors du passage d'un reste de cyclone ou de tempête tropicale,.

## Effets
Ce phénomène climatique est très important pour la faune et la flore de la région qui vit en général dans des conditions arides. Des inondations et des coulées de boue représentent toutefois un danger durant cette période car les eaux entrent difficilement dans le sol asséché. Le phénomène est également associé à des orages violents. Certaines des régions arrosées reçoivent jusque 50 % de leurs précipitations annuelles lors de la mousson.

## Modélisation
On cherche depuis le XXe siècle à modéliser avec précision cette mousson, mais la complexité du phénomène rendait ce travail difficile. 
En 2017 (le 9 octobre) la revue Nature Climate Change a publié le travail d'une équipe de chercheurs de Princeton et de la NOAA qui a réussi a améliorer les modèles climatiques de cette mousson, en prenant mieux en compte les biais de données de température de surface de la mer (TSM) qui ont une grande importance pour la précision du modèle.

Le nouveau modèle s'avère mieux décrire la réalité. Il confirme des études antérieures qui concluaient que le changement climatique aura des conséquences importantes sur les ressources en eau et le risque dans les régions concernées. Ces modèles antérieurs de circulation générale concluaient à un simple retard de la mousson (réduction des pluies jusqu'en juillet compensée par une augmentation en septembre-octobre) mais la nouvelle modélisation prévoit en outre une diminution "spectaculaire" des précipitations au nord de la zone de mousson. Ces régions où les sécheresses et les incendies de forêt se sont multipliés depuis la fin du XXe siècle sont donc concernées par une menace pour la ressource en eau, l'agriculture et les écosystèmes. 
Les célèbres orages du Sud-Ouest des États-Unis pourraient également se raréfier en lien avec le recul des pluies et une troposphère inférieure et moyenne plus stable (convection atmosphérique affaiblie). Les trajectoires des tempêtes devraient se déplacer vers le nord, exposant ces régions à moins de pluie d'hiver et un vent déshydratant. Le nouveau modèle différentie en outre les impacts individuels de 3 facteurs (doublement du CO2 atmosphérique, augmentation des températures et autres changements), permettant d'étudier et de quantifier la réponse de la mousson à des modifications de l'un ou plusieurs de ces facteurs. 
Un communiqué de l'université de Princeton rappelle que ce modèle a les limites de tous les modèles, et qu'il doit encore être affiné pour permettre des prévisions plus locales et plus précises, mais qu'il peut déjà aider les décideurs à anticiper ces changements, en particulier pour construire des infrastructures de gestion de l'eau plus adaptées aux futurs besoins des populations et des écosystèmes.